# Molau
Molau là một đô thị thuộc huyện Burgenland, bang Sachsen-Anhalt, Đức. Đô thị Molau có diện tích 13,39 km², dân số thời điểm ngày 31 tháng 12 năm 2006 là 551 người.